# Estragolo
Estragolo (p-allilanisolo, metil-cavicolo) è un fenilpropene, un composto organico naturale. Si tratta di un costituente essenziale dell'olio essenziale del dragoncello, di cui compone il 60–75% dell'olio. Si può trovare anche negli oli essenziali del basilico (23–88%), del pino, della trementina, del finocchio, dell'anice (2%) e del Syzygium anisatum. Viene utilizzato nella profumeria e come additivo alimentare.
L'INRAN ha condotto uno studio su tale sostanza, presente, tra l'altro, nelle tisane al finocchio riconoscendone la tossicità; tale conclusione non è però incontrastata .